# Autoritat Territorial de la Mobilitat del Camp de Tarragona
L'Autoritat Territorial de la Mobilitat del Camp de Tarragona (ATM Camp de Tarragona) és un consorci interadministratiu constituït el 4 de desembre de 2003 amb la finalitat de coordinar el sistema de transport públic de viatgers en l'àmbit territorial del Camp de Tarragona.
Les administracions consorciades són la Generalitat de Catalunya, els ajuntaments de Tarragona, Reus, Valls, Cambrils, Salou i Vila-seca, a les comarques de l'Alt Camp, el Baix Camp, el Baix Penedès, la Conca de Barberà, el Priorat i el Tarragonès amb la finalitat de coordinar el transport públic al Camp de Tarragona.

## Sistema tarifari integrat

Mapa zona integrada al sistema tarifari

L'ATM gestiona el sistema d'integració tarifària. Gràcies a aquest amb el mateix bitllet es poden utilitzar diferents transports públics a la regió metropolitana de les empreses que en forment part i es poden fer diferents tipus de transbordament entre aquests mitjans de transport sense tornar a pagar durant un límit de temps que depèn de les zones travessades (tot i que s'ha de validar el bitllet en cada transbordament).
Els principals serveis prestats dins el Sistema Tarifari Integrat són:
- Rodalia del Camp de Tarragona, així com els serveis regionals que hi transcorren.
- Servei d'autobusos interurbans de la Xarxa d'Autobusos d'Altes Prestacions (Exprés).
- Servei d'autobusos urbans municipals tant de l'EMT Tarragona com de Reus Transport.
- Empreses privades d'autobús: Autocars del Penedès, Mon-bus, HIFE, TPP i Domènech, Hispano Igualadina, Autocars Plana i Autocares Izaro.[2]

### Preus dels diferents títols
Tota la gamma de títols comercialitzats s'ofereixen amb targetes sense contacte. Els preus dels bitllets senzills són fixats pels diferents operadors, ja que aquest títol no és integrat.
Els títols es poden aconseguir als Centres d'Atenció i Informació (CAI) de l'ATM i a qualsevol dels punts adherits a la xarxa de venda de l'ATM (quioscs, estancs, entre d'altres) distribuïts per diferents poblacions del Camp de Tarragona.
| Títol, 2025 | 1 zona  | 2 zones | 3 zones |
| ----------- | ------- | ------- | ------- |
| T-MES       | 24,75 € | 38,80 € | 52,40 € |
| T-JOVE      | -       | -       | 49,45 € |
| T-50/30     | 17,60 € | 32,40 € | 45,50 € |
| T-10/30     | 5,30 €  | 10,55 € | 14,45 € |
| T-10        | 6,50 €  | 12,90 € | 18,50 € |

A més, s'ofereixen una sèrie de descomptes per a famílies monoparentals i nombroses, persones en situació d'atur, i una targeta especial per a menors de 16 anys.

### Funcionament
Per utilitzar aquest sistema integrat cal validar el títol cada vegada que s'iniciï un viatge mitjançant els lectors embarcats als busos o els habilitats a les andanes de les estacions de tren. També cal validar-lo en fer un transbordament, excepte en els de tren a tren, on no és necessari validar novament el títol de transport a l'estació d'enllaç que es faci servir.
Tots els títols de transport permeten fer un màxim de tres transbordaments a diferents modalitats de transport en un mateix desplaçament sense reducció de saldo, excepte la T-MES que permet fer un nombre il·limitat de transbordaments.

### Caducitat
Els títols adquirits són vàlids fins al canvi de tarifes següent, sense perjudici del període addicional de carència en què es poden fer servir l'any posterior al de l'adquisició.